# ABC (програмски језик)
ABC је виши, императивни,Структурирани програмски језик опште намене и уједно и програмско окружење. Развијен је на националном институту за математику и информатику CWI (хол. Centrum Wiskunde & Informatica), у Холандији. Његови дизајнери су: Лео Џјуртс, Ламберт Мертенд и Стивен Пембертон.
ABC има само 5 основних типова података и не тражи декларацију променљивих. Веома је лак за коришћење и погодан је за почетнике у програмирању. Дизајниран је да буде лак као што су и:Бејсик, AWK и Паскал. Његови дизајнери кажу да величина програма направљених у ABC-у одговара четвртини величине програма направљених у C-у или у Паскалу. Програмски систем је монолитан и нема директан приступ функцијама оперативног система.
ABC је имао велики утицај на језик Пајтон. Гуидо Ван Росум, креатор Пајтона, је у раним осамдесетим радио на ABC језику.
ABC је за сада доступан као преводилац и компајлер на више платформи, укључујући DOS, Мекинтош и Јуникс; актуелна верзија је 1.05.02.